# Атмађа
Атмађа (алб. Atmaxhë) је насељено место у општини Призрен, на Косову и Метохији. Према попису становништва из 2011. у насељу је живело 1.685 становника.

## Положај
Налази се у низији северозападно од Призрена, у непосредној близини пруге и магистралног пута ка Ђаковици.

## Становништво
Према попису из 2011. године, Атмађа има следећи етнички састав становништва:
| Националност | 2011.          |
| Албанци      | 1.677 (99,53%) |
| Срби         | 1 (0,06%)      |
| недоступно   | 7 (0,41%)      |
| Укупно       | 1.685          |

| Демографија | Демографија | Демографија |
| Година      | Становника  | Становника  |
| ----------- | ----------- | ----------- |
| 1948.       | 295         |             |
| 1953.       | 320         |             |
| 1961.       | 480         |             |
| 1971.       | 636         |             |
| 1981.       | 946         |             |
| 1991.       | 1.248       |             |
| 2011.       | 1.685       |             |